# Crossocerus heydeni
Crossocerus heydeni är en stekelart som beskrevs av Franz Friedrich Kohl 1880.
Crossocerus heydeni ingår i släktet Crossocerus och familjen Crabronidae. Enligt den finländska rödlistan är arten nära hotad i Finland. Arten är reproducerande i Sverige. Artens livsmiljö är skogar.